# HMS Queen Charlotte (1810)
HMS Queen Charlotte (1810) — 104-пушечный линейный корабль первого ранга. Второй корабль Королевского флота, названный в честь королевы Шарлотты.

## Постройка
Построен по образцу HMS Royal George (чертежи — сэр Эдвард Хант), для замены HMS Queen Charlotte (1790), погибшего в 1800 в результате несчастного случая. Спущен на воду 17 июля 1810. Событие было отмечено лондонской «Таймс».

## Служба
Был флагманом объединенной англо-голландской эскадры под флагом лорда Эксмута во время алжирской экспедиции 1816 года и бомбардировки Алжира.
В 1859 превращен в учебный корабль, переименован в HMS Excellent. По другим данным, так был переименован HMS Boyne.
Списан и продан на слом в 1892 году.